# Toora
Toora – miasto w Australii, w stanie Wiktoria.